# Invicta (automobile)
Pour les articles homonymes, voir Invicta.
À ne pas confondre avec d'autres constructeurs automobiles Invicta : Finchley, Londres, 1900-1905 ou Leamington Spa, Warwickshire, en 1913-1914.
Invicta est un constructeur automobile anglais qui a existé par intermittence sur plusieurs décennies, de 1925 à 2012. Fondée à Cobham, Surrey en Angleterre, en 1925, elle disparut en 1933, pour renaître à Chelsea, près de Londres en 1933 pour disparaître de nouveau en 1938 et, enfin, renaître à Virginia Water, dans le Surrey, de 1946 à 1950. Plus récemment, le nom fut repris pour l'Invicta S1, voiture de sport produite entre 2004 et 2012 à Chippenham, Wiltshire.

## Première incarnation

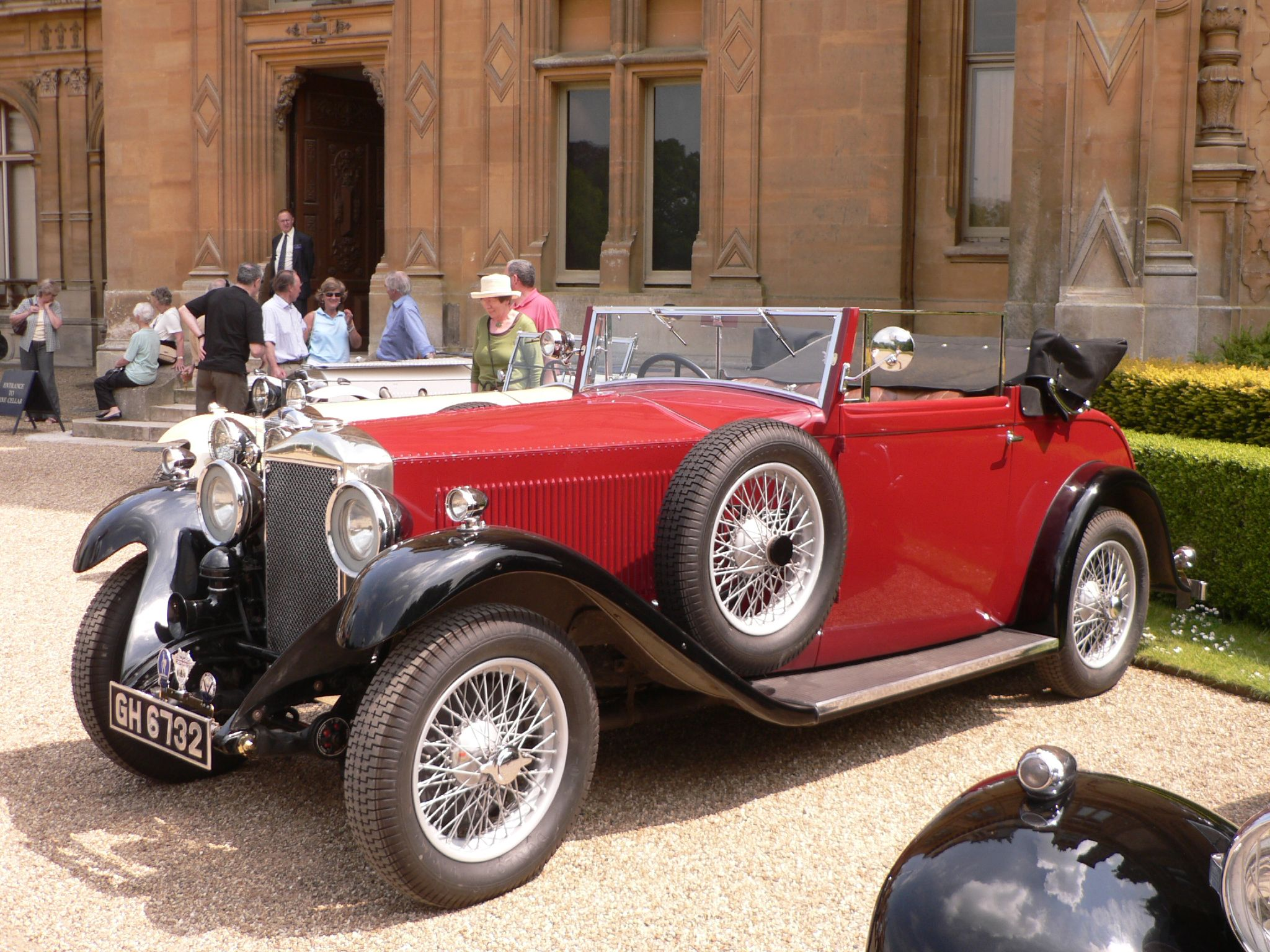
NLC de 4 ½ litre à empattement long, 1932

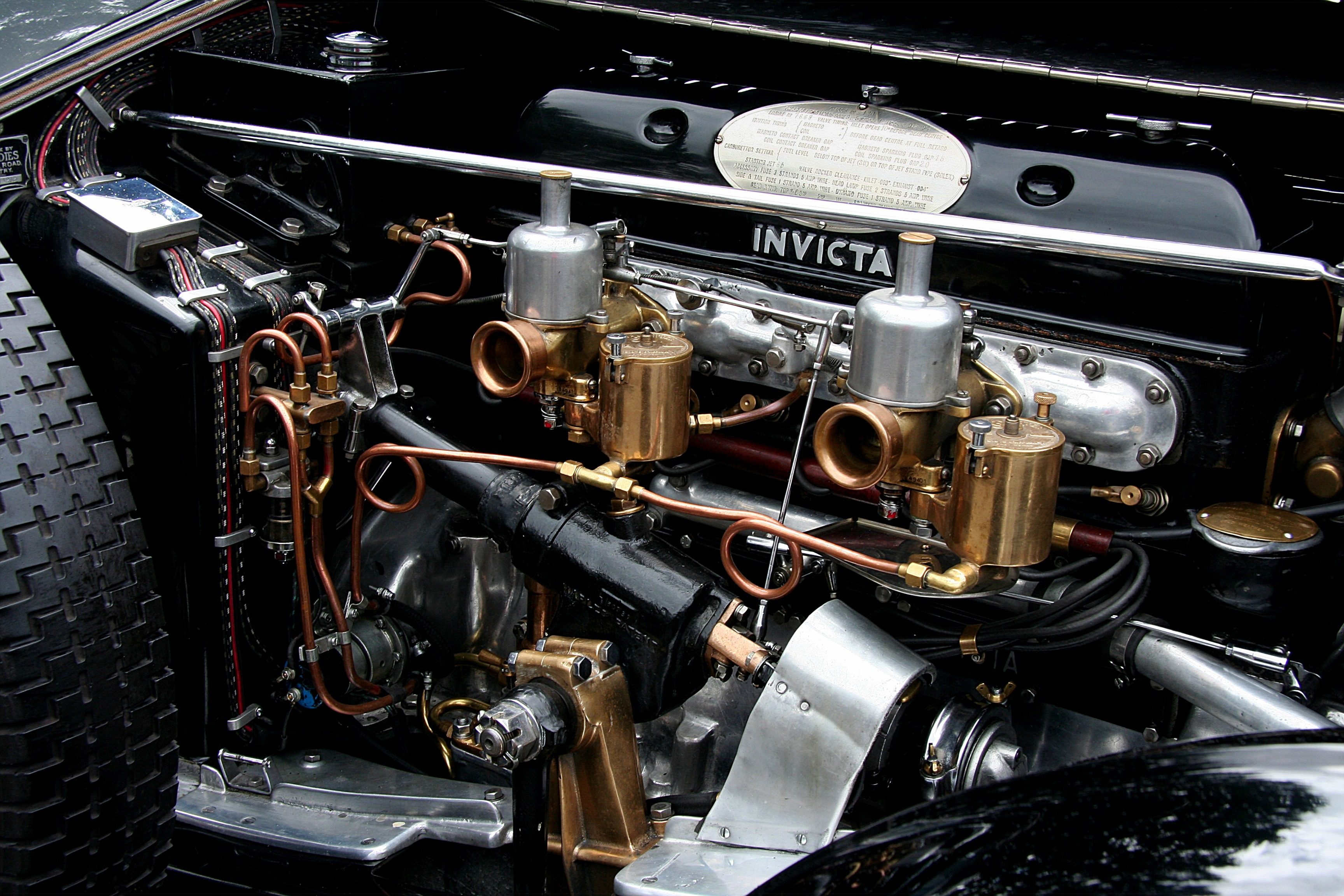
moteur Meadows 4 ½ litre dans une S-type

Invicta a été fondé par Noël Macklin avec l'appui financier d'Oliver Lyle (en) (dont la famille contrôle les raffineries de sucre Tate & Lyle). L'assemblée eut lieu dans le garage de Macklin, à sa maison à Fairmile Cottage sur la route principale de Londres à Portsmouth, à Cobham, Surrey. Macklin avait déjà tenté la fabrication de voitures avec Eric-Campbell & Co Limited et sa propre marque Silver Hawk, Les voitures Invicta furent conçues pour combiner la flexibilité, la capacité d'accélérer à partir de l'arrêt virtuel en vitesse supérieure, avec des performances sportives. Avec l'aide de William (Willie) Watson, son mécanicien de course d'avant la première Guerre Mondiale, un prototype fut construit sur un châssis Bayliss-Thomas avec un moteur Coventry Simplex dans les écuries de la maison de Macklin à l'ouest de Cobham.

### Châssis SC et LC
La première voiture de production de 1925, la 2 ½ litre utilisait un moteur Meadows six cylindres à soupapes en tête et une boîte à quatre vitesses sur un châssis à ressorts semi-elliptiques et coûtait 595 £. Deux longueurs de châssis étaient disponibles, 2,84 m SC et (3,05 m) LC pour permettre au client le choix de la carrosserie. Comme la demande augmentait, la plupart des constructions furent faites chez Lenaerts et Dolphens dans Barnes, Londres, mais l'assemblage final et le test resta à Fairmile. Le moteur passa à 3 litres en 1926 et 4½ litres à la fin de 1928.

### Châssis Type NLC et A
Le plus grand moteur fut utilisé dans la conception de William Watson de 1929, la 4 ½ litre NLC à châssis disponibles en versions courte de 3,00 m ou longue de 3,20 m mais le Type A, moins coûteux, remplaça le NLC en 1930.

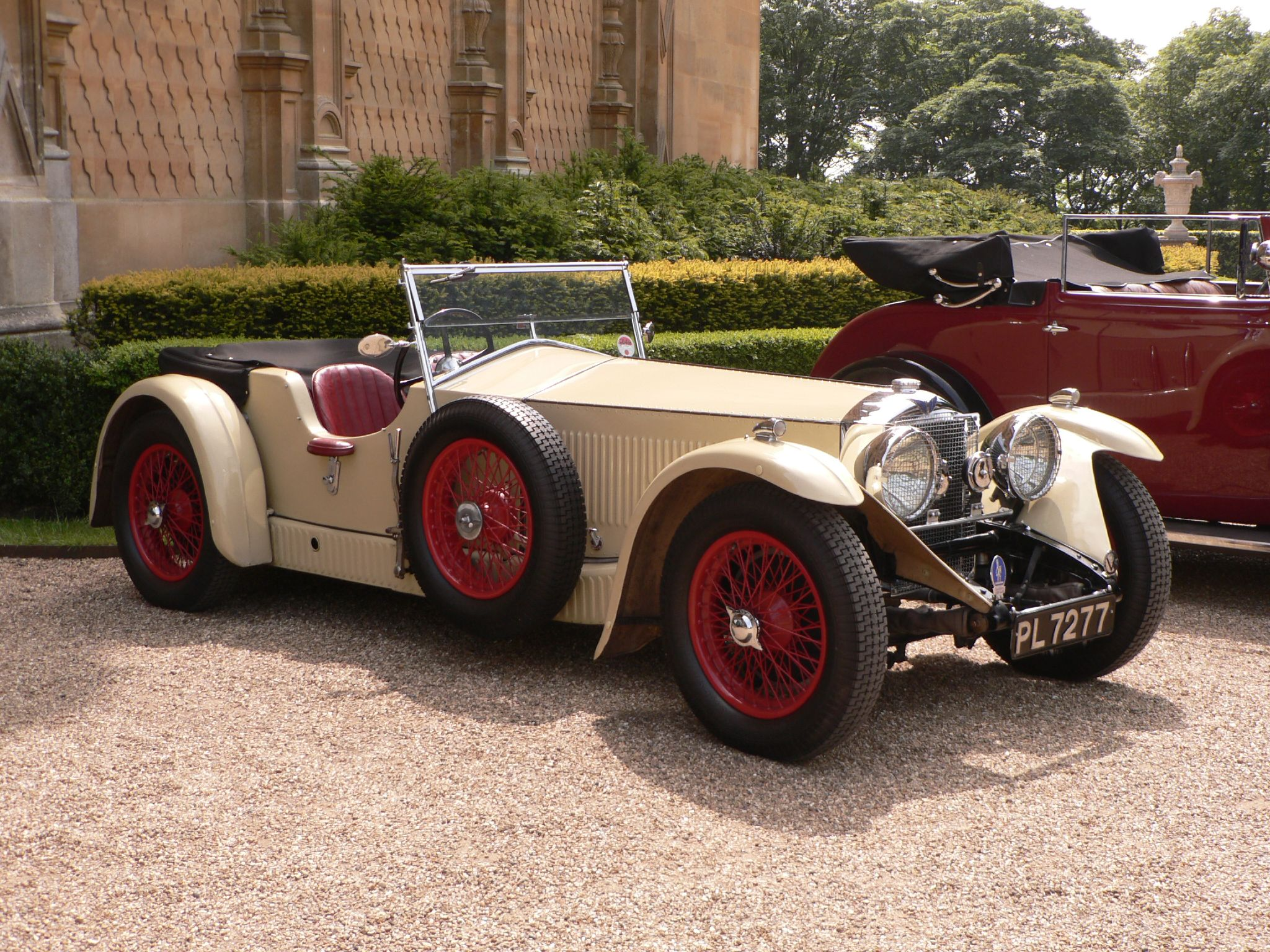
S-type 4 ½ litre de 1931

### S-type
En 1930, la S-type est présentée au salon de Londres. Encore équipée du moteur 4 ½ litre Meadows, mais cette fois dans un châssis bas accroché sous l'essieu arrière. Environ 75 furent faites.

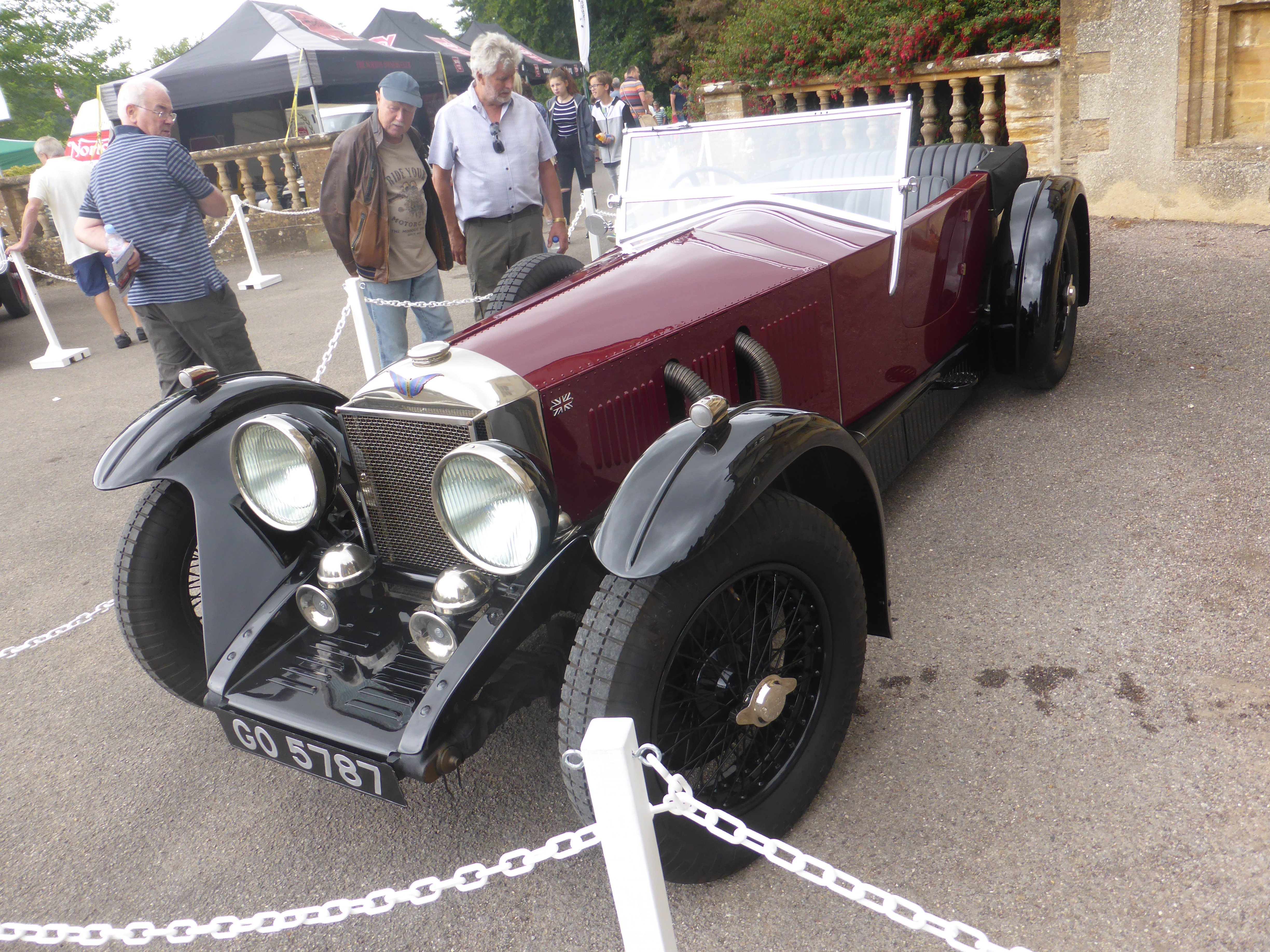
S-type 4 ½ litre de 1931

### 1½ litre
Dans une tentative d'élargir le marché, la 1 ½ litre à moteur Blackburne (en) six cylindres en ligne à arbre à cames en tête type L 12/45 fut annoncée en 1932. C'était une grande voiture avec un empattement de 3,00 m, qui s'avéra trop lourde pour la puissance disponible, et qui avait besoin d'un rapport de pont arrière de 6:1. Elle était disponible avec une boîte de vitesses à présélecteur en option, et la plupart avaient des carrosseries réalisées par Carbodies. Le moteur suralimenté de la 12/90 de 1933 augmenta la puissance disponible de 45 à 90 cv (67 kW), mais peu furent faites et un projet de double arbre à cames, la 12/100, n'a jamais dépassé le stade du prototype.

### Succès
Le succès sportif d'Invicta venait souvent par Violette Cordery, la belle-sœur de Noel Macklin. Elle remporta le demi-mile au sprint du West Kent Motor Club organisé à Brooklands en 1925 au volant d'une 2,7 litres. En mars 1926, Cordery et une équipe de six pilotes établirent de multiples records de longue distance à l'Autodromo Nazionale Monza en Italie. Ils couvrirent 16 000 km à la moyenne de 90,88 km/h, et 24 000 km à 89,74 km/h. En juillet 1926 à l'Autodrome de Linas-Montlhéry de Paris, ils couvrirent 8 000 km à 113,8 km/h, en plus de 70 heures de conduite ininterrompue, supervisée par le Royal Automobile Club. Cordery obtint le Trophée Dewar pour cette performance, et l'obtint une seconde fois, plus tard en 1929, pour la conduite de 30 000 miles (48 280 km) en 30 000 minutes (20 j 20 h) à Brooklands, avec une moyenne de 99,09 km/h,,. Sammy Davis eut un accident spectaculaire dans une S-type à Brooklands en 1931. Donald Healey gagna une victoire de classe en 1930 au Rallye de Monte-Carlo, et, à partir de Stavanger, a remporté purement et simplement la manifestation de l'année suivante dans une S-Type. Raymond Mays décrocha le record de classe Brooklands Montain Circuit en 1931 et 1932, et carrément le record des voitures de sport à la Course de côte de Shelsley Walsh la seconde année.
Entre février et juillet 1927, Cordery conduit une Invicta à travers le monde, accompagnée d'une infirmière, d'un mécanicien et d'un observateur du RAC. Ils ont couvert 16 522 km en cinq mois, à 39,6 km/h de moyenne, traversant l'Europe, l'Afrique, l'Inde, l'Australie, les États-Unis et le Canada.

### Fin de la production
La production de voitures semble s'être terminée en 1935. Noel Macklin créa ensuite Railton, qui utilisa les bâtiments de Cobham pour fabriquer les voitures après qu'Invicta eut déménagé à Chelsea en 1933. Une tentative de reconstitution utilisant des composants Delage et Darracq n'a pas réussi à décoller. À la suite de l'échec d'une tentative de vente, la cour rendit une ordonnance de liquidation de Invicta Cars Limited le 3 mai 1938.

## La renaissance de 1946

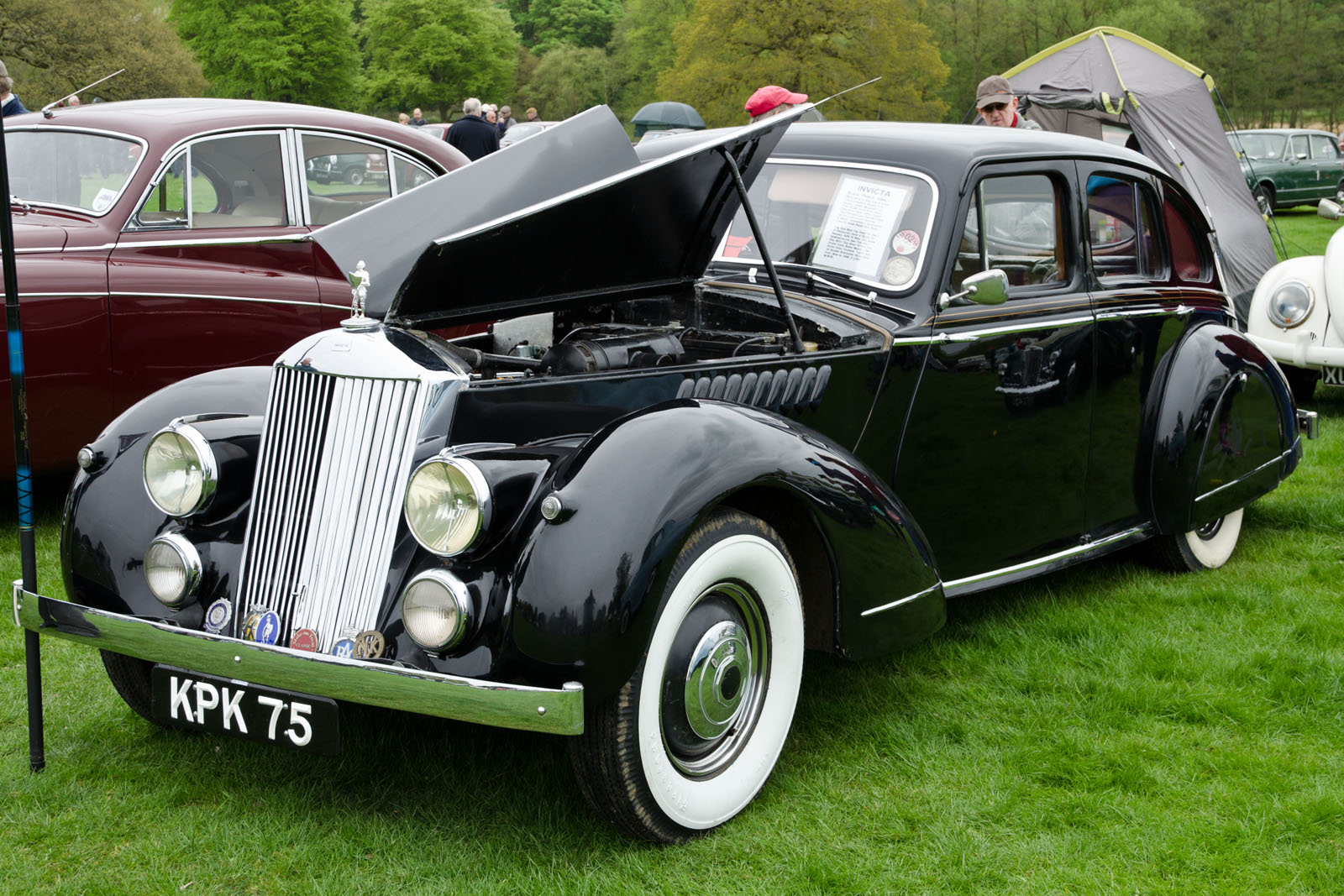
La Black Prince de 1946

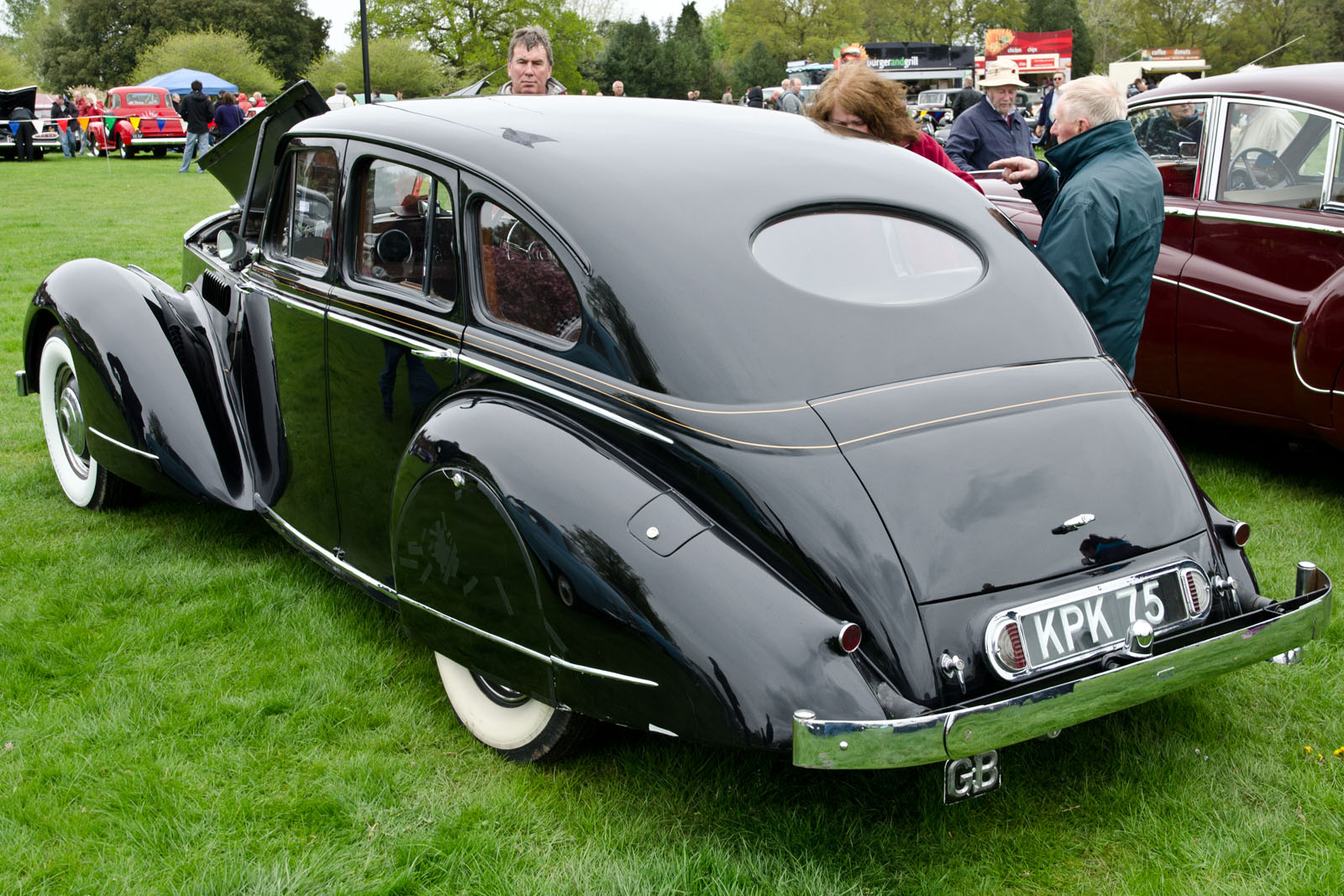

Le nom fut repris en 1946 par une organisation se dénommant Invicta cars of Virginia Water, Surrey qui fabriqua la Black Prince. Les moteurs Meadows furent à nouveau utilisés, cette fois un trois litres six-cylindres avec double arbre à cames en tête, avec trois carburateurs donnant 120 ch. Les voitures reçurent des carrosseries en aluminium – la fourniture d'acier étant impossible pour les nouvelles entreprises dû à la nouvelle planification centralisée de l'économie en Grande-Bretagne ;– extrêmement complexes et très coûteuses. Un convertisseur de couple (Brockhouse Hydro-Cinétique Turbo Transmitter) remplace entièrement la boîte de vitesses. Le convertisseur de couple est contrôlé par un petit interrupteur à deux positions, avant et arrière. La suspension était entièrement indépendante, à barres de torsion et vérins électriques. D'autres innovations de luxe comprennent un chargeur pour recharger la batterie sur le courant domestique, un appareil de chauffage d'immersion dans le moteur, le chauffage intérieur de la carrosserie et une radio intégrée. Sur 16 qui furent construites, 12 ont survécu? La nouvelle société dura jusqu'en 1950, lorsqu'elle fut achetée par Frazer Nash, l'AFN Ltd.

## 1989–
L'Invicta Cars Ltd. Company fut à nouveau enregistrée en 1989 par Christopher Browning (sous le n° No. 02342199), un enthousiaste d'Invicta qui fut impliqué dans la restauration de voitures Invicta construites entre 1925 et 1935. Le but de la société était — et est toujours — de préserver l'héritage et le nom et d'être une référence pour toutes les voitures Invicta qui sont restaurées ou roulent actuellement.

## 2004-12

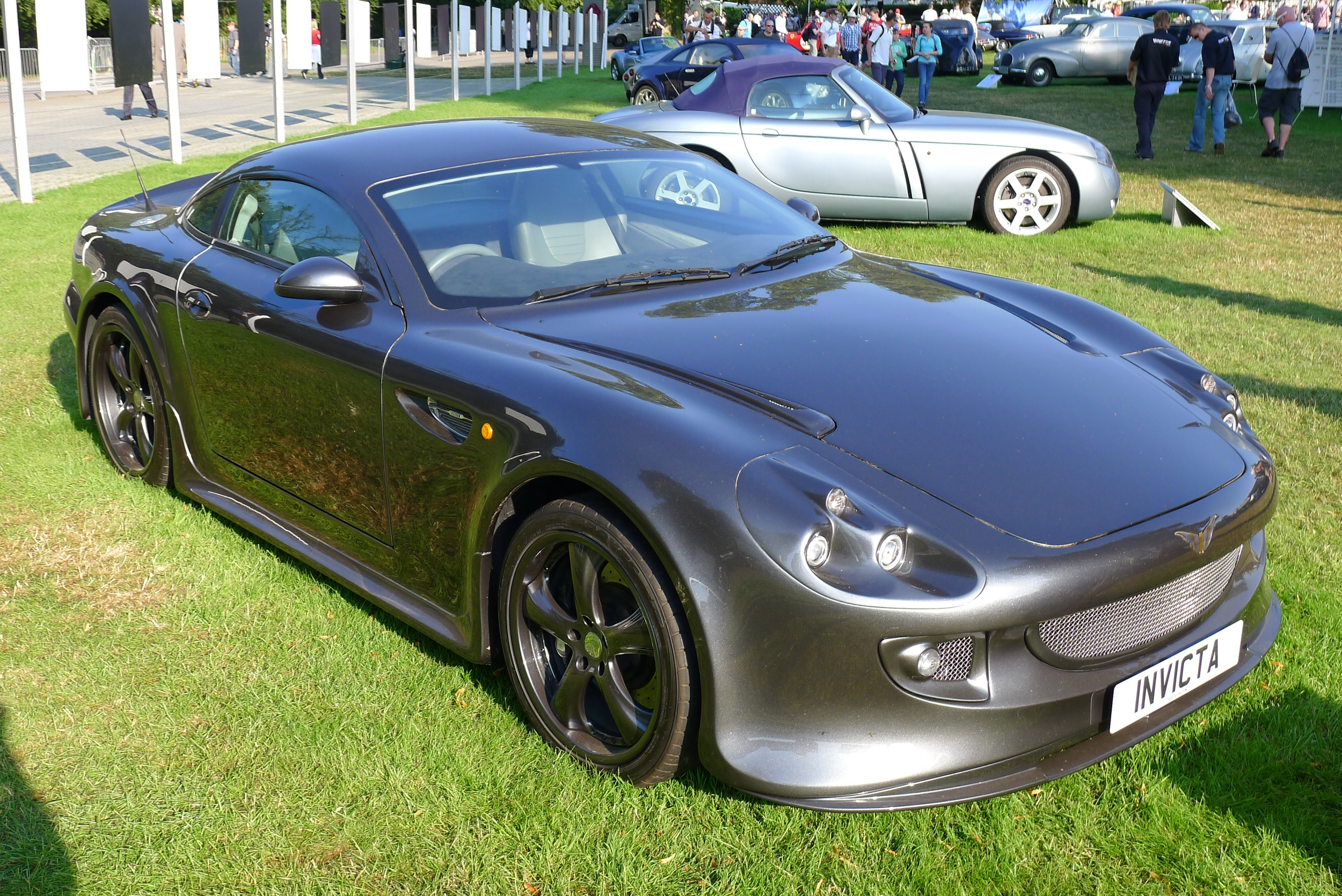
Invicta S1

Au début des années 2000, la marque fut ressuscitée encore une fois, produisant l'Invicta S1, à l'Invicta Car Company Factory de Chippenham, Wiltshire, Angleterre, détenue par Michael Bristow qui a acquis la marque en 1980. La voiture, conçue en collaboration avec Chris Marsh & Leigh Adams, est alimentée par des moteurs de 4,6 ou de 5,0 litres fournis par l'Équipe de Véhicules Spéciaux (SVT) Ford en Amérique qui peuvent être réglés par Invicta pour fournir jusqu'à 600 ch et sont censées dépasser 320 km/h. La gamme de prix s'étale entre 106 000 £ et 160 000 £, ou 156 000  à   236 000 dollars US. (décembre 2008)
La voiture dispose d'un système de freinage AP racing à 6 pistons à l'avant et 4 à l'arrière, à disques de compétition aérés et percés en croix, un système de frein à main indépendant par Brembo, d'amortisseurs entièrement réglables à double triangle de suspension, d'un différentiel BTR Hydratrak à glissement limité, d'une répartition du poids 50/50 et d'un châssis-cage tubulaire.

## Les principaux modèles

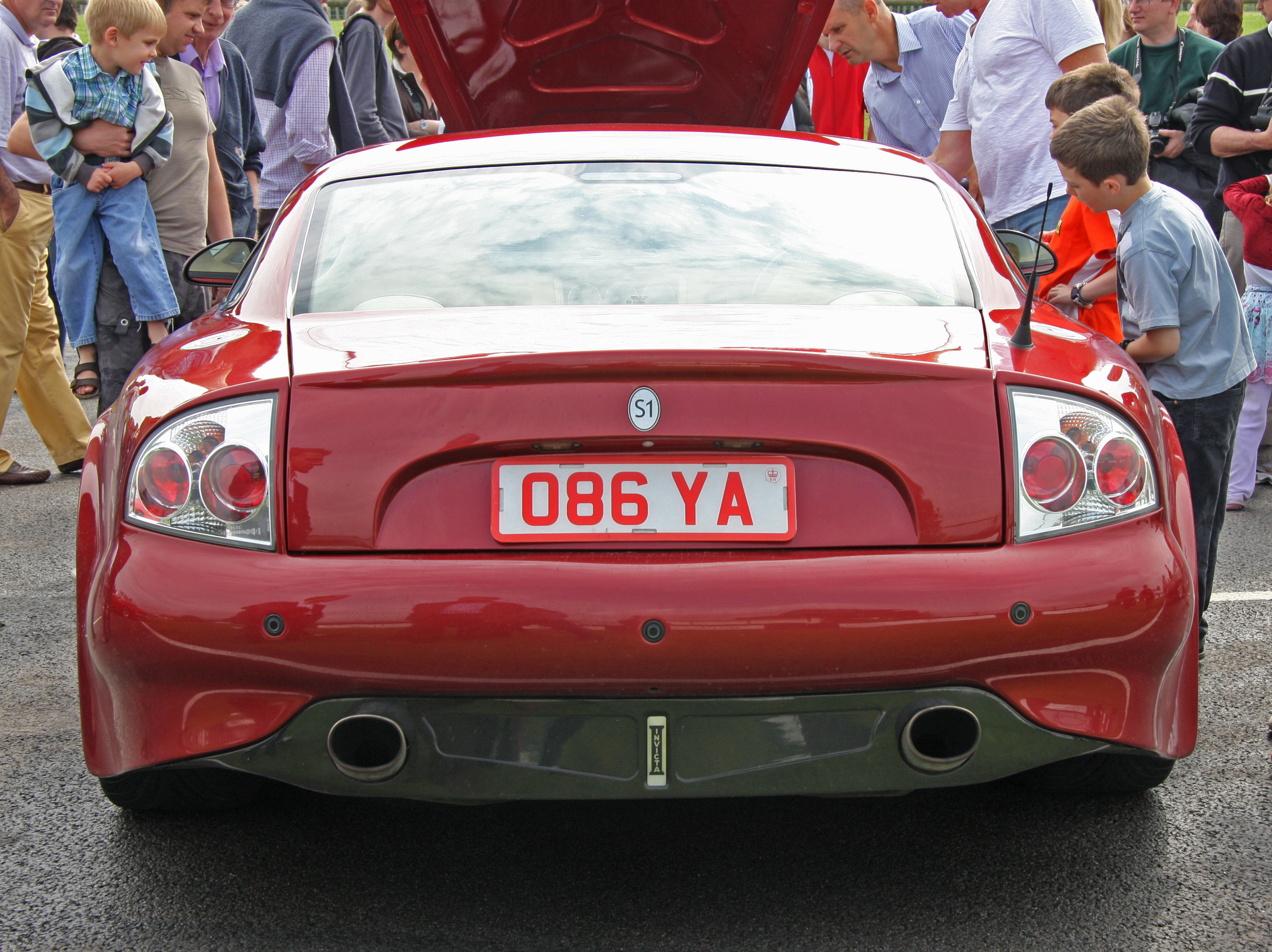
Invicta S1

- 1925-1926 : 2 ½ litre
- 1926-1929 : 3 litres
- 1928-1934 : 4 ½ litre
- 1931-1935 : 4 ½ litre S-Type
- 1932-1933 : 12/45
- 1932-1933 : 12/90
- 1937-1938 : 2 ½ litre
- 1946-1950 : Black Prince
- 2004-2012 : S1

## D'autres marques Invicta
Il y avait auparavant, mais non connectées, des  entreprises Invicta qui fabriquaient des voitures à Finchley, Londres entre 1900 et 1905, et à Leamington, Warwickshire, Angleterre, en 1913 et 1914. Il y avait aussi une Invicta à Turin, en Italie, en 1906.
La Buick Invicta est un produit General Motors fabriqué entre 1959 et 1963.